# نیروهای واکنش سریع
نیروهای واکنش سریع (RSF; عربی: قوات الدعم السريع، آوانگاری: Quwwāt ad-daʿm as-sarīʿ) یک نیروی شبه‌نظامی است که قبلاً توسط دولت سودان اداره می‌شد. این گروه از شبه‌نظامیان جنجوید که در طول جنگ دارفور برای دولت سودان می‌جنگیدند و مسئول جنایات علیه غیرنظامیان بودند، شکل گرفت. بر اساس نظر دیده‌بان حقوق بشر، اقدامات آن‌ها در دارفور به عنوان جنایت علیه بشریت شناخته می‌شود.

## ریشه
ریشه نیروهای واکنش سریع (آراس‌اف) به شبه‌نظامیان جنجوید بازمی‌گردد که توسط دولت سودان برای مقابله با شورش‌های ضد دولتی در جریان جنگ دارفور مورد استفاده قرار می‌گرفتند. آراس‌اف به‌طور رسمی در سال ۲۰۱۳ پس از بازسازی و فعال‌سازی مجدد شبه‌نظامیان جَنْجوید برای مقابله با گروه‌های شورشی در منطقه دارفور، ایالت‌های کردفان جنوبی و نیل آبی تشکیل شد. این اقدام پس از حملات مشترک شورشیان جبهه انقلابی سودان در کردفان شمالی و جنوبی در آوریل ۲۰۱۳ صورت گرفت.

## حضور در یمن
نیروهای واکنش سریع (آراس‌اف) در جنگ داخلی یمن (۲۰۱۵-اکنون) در حمایت از نیروهای طرفدار عبدربه منصور هادی مشارکت داشته‌اند. این نیروها و سایر نیروهای امنیتی سودان، در مداخله تحت رهبری عربستان سعودی در یمن در کنار نیروهای سعودی و اماراتی علیه دولت نجات ملی یمن وابسته به جنبش حوثی‌ها شرکت کرده‌اند. در این درگیری‌ها غیرنظامیان بسیاری توسط این گروه کشته و زیرساخت‌ها را تخریب شدند؛ اقداماتی که دیده‌بان حقوق بشر آن‌ها را به‌عنوان جنایات جنگی مظنون می‌داند. عربستان سعودی سازمان‌دهی و تأمین مالی این گروه را مستقیماً بر عهده داشت که منابع مالی قابل توجهی را برای آراس‌اف به همراه آورد. در سال‌های ۲۰۱۶ تا ۲۰۱۷، حدود ۴۰٬۰۰۰ عضو نیروهای واکنش سریع در جنگ داخلی یمن مشارکت داشتند. در اکتبر ۲۰۱۹، ۱۰٬۰۰۰ نفر از آن‌ها به سودان بازگشتند.

## جنایات جنگی
در جریان جنگ دارفور در سال‌های ۲۰۱۴ و ۲۰۱۵، نیروهای واکنش سریع «بارها به روستاها حمله کردند، خانه‌ها را به آتش کشیدند و غارت کردند، ساکنان را مورد ضرب و شتم قرار داده، به آن‌ها تجاوز کرده و اعدام کردند» اعدام‌ها و تجاوزهای آراس‌اف معمولاً پس از خروج شورشیان از روستاها صورت می‌گرفت. این حملات به حدی سیستماتیک بودند که طبق گزارش دیده‌بان حقوق بشر به‌عنوان جنایت علیه بشریت واجد شرایط شناخته شدند.
این گروه تنها در یک عملیات سرکوب تحصن در خارطوم سودان، ده‌ها زن را مورد تجاوز قرار دادند و حدود ۱۰۰ معترض را کشته و ۵۰۰ نفر را زخمی کردند. بنابر ویدیوهای موجود، خانه ساکنان اطراف غارت و تخریب شد. در نخستین روز عید فطر در سودان، در ژوئن ۲۰۱۹، گزارش‌هایی منتشر شد مبنی بر اینکه این نیروها آجرهای سیمانی به اجساد معترضان کشته‌شده بستند تا آن‌ها را به عمق رود نیل بفرستند. کمیته مرکزی پزشکان اعلام کرد که بیش از ۱۰۰ نفر در این کشتار کشته شده‌اند. در ۶ ژوئن ۲۰۱۹، «کومی نایدو»، رئیس سازمان عفو بین‌الملل، خواستار «خروج فوری تمامی اعضای نیروهای واکنش سریع از مسئولیت‌های انتظامی و اجرای قانون در سراسر سودان و به‌ویژه در خارطوم» شد.

## جنگ داخلی سودان (۲۰۲۳–اکنون)
در تاریخ ۱۵ آوریل ۲۰۲۳، درگیری میان نیروهای مسلح سودان و نیروهای واکنش سریع (آراس‌اف) آغاز شد پس از آنکه نیروهای واکنش سریع در شهرهای مختلف سودان بسیج شدند. گزارش‌هایی از درگیری در کاخ ریاست‌جمهوری و ستاد ارتش منتشر شد.
این درگیری منجر به آن شد که نیروهای واکنش سریع به‌عنوان گروهی شورشی توسط نیروهای مسلح سودان شناخته شوند. در روز درگیری‌ها، که شامل نبرد خرطوم بود، هر دو طرف ادعا کردند که کنترل فرودگاه‌های خرطوم و مرواه و سایر مناطق را در دست دارند.
در تاریخ ۱۷ آوریل ۲۰۲۳، آنتونی بلینکن وزیر امور خارجه ایالات متحده و رهبر نیروهای پشتیبانی سریع محمد حمدان دقلو مذاکراتی داشتند و دقلو موافقت کرد که آتش‌بس ۲۴ ساعته از تاریخ ۱۸ آوریل ۲۰۲۳ آغاز شود «تا گذر امن غیرنظامیان و تخلیه مجروحان تضمین شود».
آتش‌بس سراسری ۷۲ ساعته‌ای دیگر اعلام شد که از نیمه‌شب ۲۴ آوریل ۲۰۲۳ آغاز می‌شود. ایالات متحده و عربستان سعودی به‌دلیل مسائل انسانی این آتش‌بس را میانجی‌گری کرده بودند. این درگیری‌ها تا تاریخ ۲۵ آوریل ۲۰۲۳ منجر به مرگ بیش از ۵۰۰ نفر و زخمی شدن هزاران نفر شده بود. نیروهای واکنش سریع توسط رهبر میلیشیا لیبی خلیفه حفتر و امارات متحده عربی حمایت می‌شدند. تصاویری از گلوله‌های ترموباریک که توسط ارتش سودان ضبط شده بود، نشان می‌داد که این سلاح‌ها از سوی امارات متحده عربی تأمین شده‌اند؛ مصر نیز از ارتش سودان حمایت نظامی کرده بود.
در تاریخ ۱ ژوئیه ۲۰۲۴، نیروهای واکنش سریع کنترل کامل سنگا را به دست گرفتند. این افزایش خشونت‌ها باعث شد که بسیاری از غیرنظامیان به سوی قدارف در شرق سودان فرار کنند.
نیروهای پشتیبانی سریع سعی کردند که مقامات دولتی را مجدداً به کار بگیرند، اما بسیاری از کارمندان دولتی به‌منظور اجتناب از جنگ و مجبور نشدن به همکاری با پرسنل نظامی نیروهای واکنش سریع فرار کردند.
گزارش روزنامه وال‌استریت‌ژورنال نشان داد که مزدوران به ابزاری برای بازیگران خارجی مانند امارات متحده عربی و مصر تبدیل شده‌اند تا در جنگ سودان برتری استراتژیک به‌دست آورند.